# رهبری

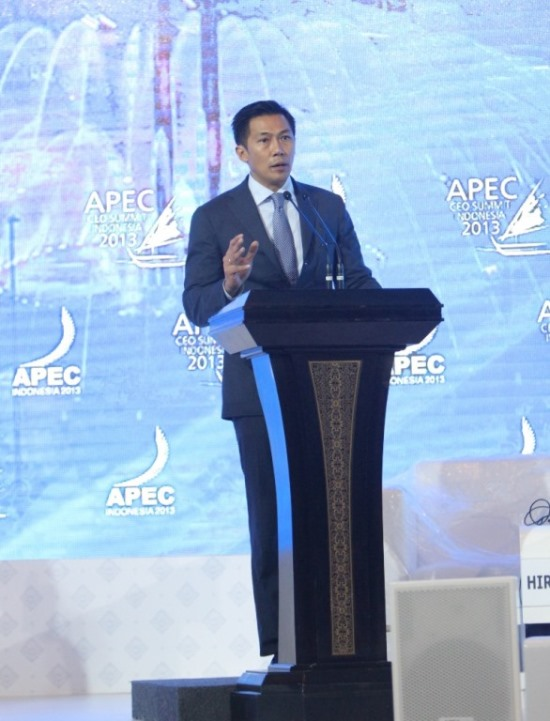
رهبر APEC با سخنان آغازین خود لحظاتی را برای اجلاس مدیرعامل سال ۲۰۱۳ تعیین کرد.

رهبری هم یک حوزه تحقیق است و هم یک مهارت عملی که شامل توانایی یک فرد یا سازمان برای «رهبری» یا راهنمایی افراد، تیم‌ها یا کل سازمان است. در دیدگاه تخصصی دیدگاه‌های مختلف در خصوص رهبری وجود دارد. از بارزترین این تضادها در خصوص رهبری رویکردهای شرقی و غربی است و همچنین (در غرب) ایالات متحده در مقابل رویکردهای اروپایی دارای دیدگاه‌های متفاوتی در سطح کمتر است. محیط‌های دانشگاهی ایالات متحده، رهبری را «فرایندی از نفوذ اجتماعی می‌دانند؛ که در آن فرد می‌تواند کمک و پشتیبانی دیگران را برای انجام یک کار مشترک ایجاد کند» تعریف می‌کند.
مطالعات مربوط به رهبری، نظریه‌هایی را در بر می‌گیرد که شامل صفات، تعامل موقعیتی، عملکرد، رفتار، قدرت، بینایی و ارزش‌ها، کاریزما و هوش در بین دیگران است.

## دیدگاه تاریخی

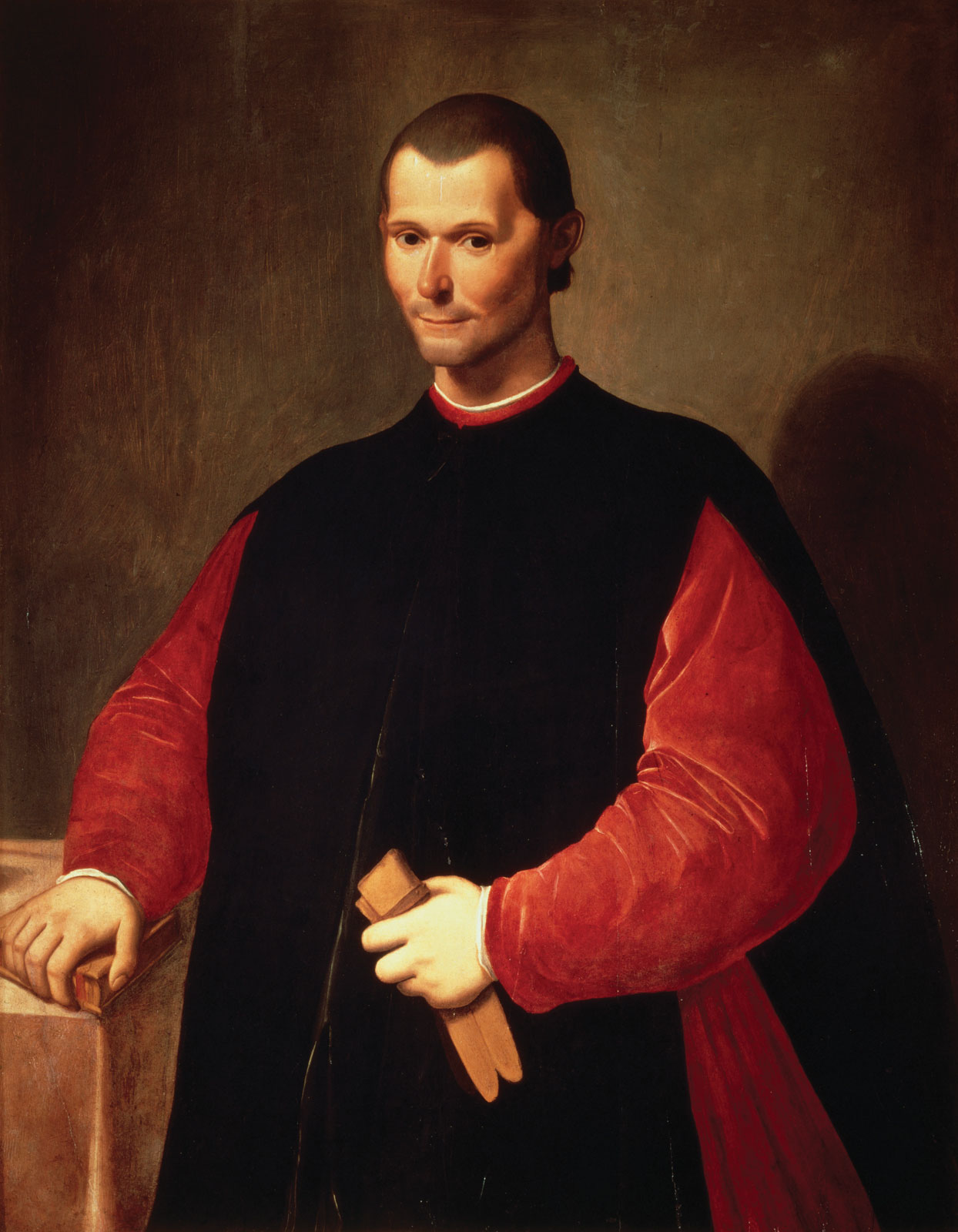
در کتاب شهریار نیکولو ماکیاولی معتقد است که بهتر است مردم حاکم را از روی ترس دوست بدارند.

ادبیات سانسکریت ده نوع رهبر را مشخص می‌کند. مشخصه‌های ده نوع رهبر با داستان‌های تاریخی و اساطیری توصیف شده‌است.
در زمینه رهبری سیاسی، دکترین چینی در مورد حکم بهشت، لزوم حاکمان را برای اداره عادلانه و حق زیردستان برای سرنگونی امپراتورانی که به نظر می‌رسید فاقد صلاحیت هستند، مطرح شده‌است.
متفکران طرفدار اشرافیت فرض کرده‌اند که رهبری یک خصوصیت ژنتیکی است و بسیاری از ساختارهای سلطنتی نیز بر همین اساس برای خود حق الهی قائل هستند (به حق الهی پادشاهان مراجعه کنید). از طرف دیگر، نظریه پردازان متمایل به تفکرات دموکراتیک‌تر به مثال‌هایی از رهبران شایسته سالاری، مانند ناپلئون که به اتکا هوش و استعداد و توانمندی رشد کرده‌اند را روش مناسب رهبری می‌دانند.
متفکرین طرفدار یکه سالاری / قیم مابانه به سابقه تاریخی ساختار پدرسالارانه خانواده‌های رومی استناد می‌کنند. از سوی دیگر، تفکر فمینیستی ممکن است نسبت به مدلهایی مانند پدرسالارانه اعتراض داشته باشد و هدایت همدلی دلسوزانه را راهکار اصلح بدانند که گاهی اوقات به زن سالاری منتهی می‌شود.
در کنار سنت رومی، دیدگاه‌های کنفوسیسیسم در مورد «زندگی درست» نیز بسیار متکی به فرد ایده‌آل (مرد) به قامت محقق-رهبر و قاعده خیرخواهانه وی است که تحت الشعاع سنت تقوی فلسفی قرار گرفته‌است.
رهبری یک امر هوشمندانه است که متکی به اعتماد به نفس، انسانیت، شجاعت و نظم و انضباط است … اعتماد به شعور به تنهایی منجر به عصیانگری می‌شود. انسانیت به تنهایی باعث ضعف می‌شود. اعتماد پایدار حاصل حماقت است. وابستگی به قدرت شجاعت منجر به خشونت می‌شود. نظم و انضباط بیش از حد و سخت‌گیری در امر فرماندهی منجر به ظلم می‌شود. وقتی کسی هر پنج فضیلت را در کنار هم داشته باشد، هر یک متناسب با عملکرد خود باشد، می‌توان یک رهبر بود. - جیا لین، در تفسیر Sun Tsu , Art of War
کتاب شهریار ماکیاولی که در اوایل قرن شانزدهم نوشته شده بود، روش‌های دستیابی به قدرت و حفظ قدرت برای حاکمان ("شاهزادگان" یا "مستبدین" در اصطلاحات ماکیاولی) را آموزش می‌دهد. در قرن نوزدهم تفکر آنارشیستی کل مفهوم رهبری را زیر سؤال برد. یکی از پاسخها به این انکار نخبه گرایی با آمد لنینیسم - لنین (۱۸۷۰–۱۹۲۴) مطرح شد که خواستار یک گروه نخبه پیشرو سوسیالیستی شد و که عمل منجر به دیکتاتوری پرولتاریا شد.
سایر دیدگاه‌های تاریخی رهبری به تضادهای بین رهبری سکولار و مذهبی پرداخته‌است. آموزه‌های سزار و پاپیسم در طی چندین قرن بارها به تناوب مورد توجه قرار گرفته‌است و موجب آسیب‌ها و اشکالات مختلفی شده‌است. تفکر مسیحیان در مورد رهبری، اغلب بر مباشرت بر منابع الهی طراحی شده‌است - انسانی و مادی - و ادعا استقرار آنها مطابق با برنامه الهی را دارد.
برای اینکه درک کمال تر بیشتری در زمینه رهبری در سیاست، مفهوم دولتمرد را بامطالعه نماید.

## نظریه‌ها

### تاریخ اولیه غرب
کنکاش و تعیین خصوصیات یا صفات رهبران قرن‌ها که مورد توجه بوده‌است. از افلاطون در کتاب جمهوری تا آثار پلوتارک همه در جستجوی پاسخ این سؤال بودند که «چه مشخصاتی باعث می‌شود که فردی را رهبر دانست» اساس این جستجو، بر منبا این بوده‌است که همه بر این باور بودند که رهبری اهمیت ویژه ای دارد و فقط برخی افراد خاص ویژگی لازم برای رهبری را دارند؛ که از آن به عنوان «نظریه صفت رهبری» یاد می‌شود.
تعدادی از آثار در قرن نوزدهم - هنگامی که اقتدار سنتی پادشاهان، اربابان و اسقفها شروع به از بین رفتن کردند - طول تئوری صفت را مجدد مورد بررسی قرار دادند. توجه داشته باشید به ویژه نوشته‌های توماس کارلایل و فرانسیس گالتون، که آثار آنها نتیجه ده‌ها سال تحقیق را دربردارد. در قهرمانان و پرستش قهرمانان (۱۸۴۱)، کارلایل استعدادها، مهارتها و خصوصیات جسمی مردانی را که به قدرت رسیدند، مشخص شده‌است. نبوغ ارثی گالتون (۱۸۶۹) ویژگیهای رهبری را در خانواده‌های مردان قدرتمند مورد بررسی قرار داده‌است. گالتون پس از اینکه نشان داد که تعداد خویشاوندان برجسته از زمان تمرکز وی از بستگان درجه اول به خویشاوندان درجه دو، کاهش یافته‌است، نتیجه گرفت که رهبری به ارث رسیده‌است. به عبارت دیگر، رهبران از روز اول رهبر متولد شده‌اند ولی نتیجه تربیت یا توسعه توانایی فردی نیست. هر دوی این آثار به نوعی دلیل می‌آوردند که رهبر شدن به نوعی صفت ذاتی است نه اکتسابی.
سسیل رودز (۱۹۰۳–۱۹۶۳) معتقد بود با شناسایی جوانان با «نیروی اخلاقی شخصیتی و غرایز رهبری»، و آموزش آنها (مانند محیط دانشگاهی دانشگاه آکسفورد) می‌توان روحیه عمومی رهبری را پرورش داد. شبکه‌های بین‌المللی از چنین رهبران می‌توانند به ارتقاء تفاهم بین‌المللی کمک کرده و به «غیرممکن ساختن جنگ» کمک کنند. بر اساس این دیدگاه، پایه بورس‌های تحصیلی رودز از سال ۱۹۰۳ برای تربیت نسل جدید رهبران ریخته شد.

### ظهور نظریه‌های جایگزین
در اواخر دهه ۱۹۴۰ و اوایل دهه ۱۹۵۰، مجموعه ای از مطالعات بررسی‌های کیفی مانند (به عنوان مثال، برد ۱۹۴۰؛ استگدیل، ۱۹۴۸؛ مان، 1959) آغاز شد که هدف آن به چالش کشیدن باورهای پیشین در خصوص رهبری بود. براساس مطالعات؛ استگدیل و مان دریافتند که در حالی که برخی از صفات در تعدادی از مطالعات مشترک بودند ولی شواهد کلی نشان می‌دهد که بسیاری از افراد که در یک وضعیت خاص خصوصیات رهبر را دارند ممکن است در سایر شرایط شاید چنین جایگاهی برایشان متصور نباشد. پس از آن، رهبری دیگر به عنوان یک ویژگی فردی پایدار شناخته نمی‌شود، زیرا رویکردهای موقعیتی این امر را مطرح می‌کند که افراد صرفاً می‌توانند در موقعیت‌های خاص مؤثر باشند. از آن به بعد تمرکز مطالعات به جای بررسی صفات رهبران به سمت تحقیقات در مورد رفتارهای رهبر تغییر یافت و این رویکرد در طی چند دهه آینده بر بیشتر نظریه‌ها و تحقیقات حوزه شمول رهبری، حاکم بود.

### تجدید نظر در نظریه صفت
بعد از این بررسی‌های مهم، روش‌ها و اندازه‌گیری‌های جدیدی ایجاد طراحی شد که در نهایت «تئوری صفت» را به عنوان یک رویکرد مناسب برای مطالعه رهبری مجدد احیا کرد. به عنوان مثال، پیشرفت در استفاده محققان از روش طراحی تحقیق رابین، به محققان این امکان را می‌دهد تا ببینند که افراد می‌توانند و به عنوان رهبر در انواع موقعیت‌ها و کارها مختلف مؤثر باشند. علاوه بر این، در طول ۱۹۸۰s پیشرفت‌های آماری به محققان اجازه داد، فرایندهای فراتحلیل را انجام دهند. این امکان به نظریه پردازان صفت این قابلیت را داد تا به جای اتکا به بررسی‌های کیفی گذشته، تصویری جامع از تحقیقات رهبری قبلی ایجاد کنند. از دست‌آوردهای این روش می‌توان به موارد زیر اشاره نمود: 
- فراد می‌توانند به عنوان رهبر در انواع موقعیت‌ها و کارها ظاهر شوند.[۲۲]
- بین ظهور رهبری و خصوصیات فردی مانند:
  - هوش[۲۳]
  - تطابق پذیری[۲۳]
  - برونگرایی[۲۳]
  - وجدان[۲۴][۲۵][۲۶]
  - علاقه به تجربه[۲۵][۲۷]
  - خودکارآمدی[۲۸][۲۹]

در حالی که مطمئناً تئوری صفت رهبری دوباره محبوبیت خود را به دست آورد ولی این احیا مجدد به توسعه و پیچیده‌تر شدن شرایط و خصوصیات منجر نشد.
به‌طور خاص زاکارو ۲۰۰۷ اشاره کرد که تئوری‌های صفت باید:
- تمرکز خود را بر روی مجموعه کوچکی از ویژگیهای فردی مانند «پنج گزینه اصلی» یعنی توانایی‌های شناختی، انگیزه‌ها، ارزش‌ها، مهارت‌های اجتماعی، تخصص و مهارت‌های حل معطوف نمود.
- نباید چندین الگوها با ویژگی‌های متفاوت با هم ادغام گردد.
- بین ویژگیهای رهبری که عموماً با گذشت زمان تغییر نمی‌کنند و آنهایی که به واسطه تأثیرات محیطی شکل گرفته می‌شوند، تفکیک گذارده نشود.
- نقش تنوع رفتاری برای انجام رهبری پایدار باید لحاظ شود.

### رویکرد الگوی ویژگی
با توجه به انتقادات از تئوری صفت که در بالا ذکر شد، چندین محقق شروع مطالعه از تفاوت‌های فردی رهبر - رویکرد الگوی ویژگیهای رهبر کردند. بر خلاف رویکرد سنتی، در این روش مجموعه خصوصیات فردی به شکل یک موجودیت نه تجمیع آنه برای بررسی صفات رهبری ملاک عمل قرار گرفت. به عبارت دیگر، رویکرد الگوی صفت رهبر استدلال می‌کند که اگر فردی در یک یا چندین صفت منفرد، فردی با الگو ایده‌آل فاصله داشته باشد می‌توان با تعیین میزان همبستگی آنها با هم، کیفیت صفات رهبری را در فرد مشخص کرد.

### نظریه‌های رفتاری

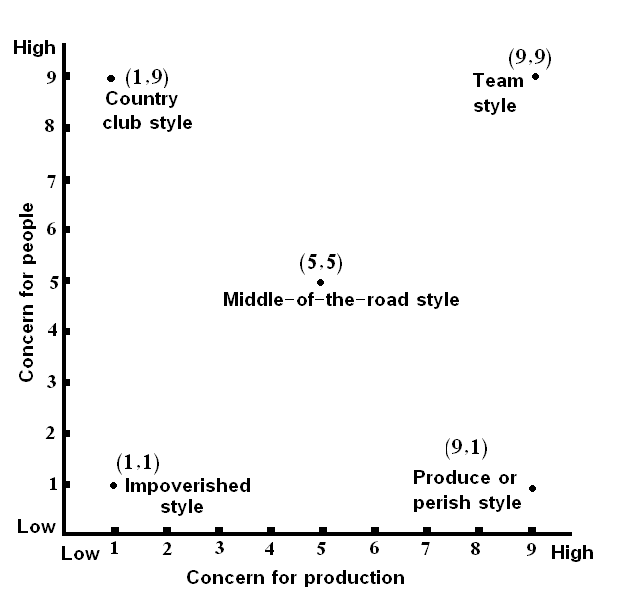
بازنمایی گرافیکی از مدل شبکه مدیریتی

در پاسخ به انتقادات اولیه از رویکرد صفت، گروهی از نظریه پردازان شروع به تحقیق دربارهٔ رهبری به عنوان مجموعه ای از رفتارها، ارزیابی رفتار رهبران موفق، تعیین یک طبقه‌بندی رفتاری و مشخص کردن سبک‌های گسترده رهبری کردند. دیوید مک کللند، برای مثال، فرض می‌کند که یک شخصیت قوی با یک‌نفس مثبت و آموزش دیده با صرف زمان می‌تواند به رهبری برسد و برای رهبری، اعتماد به نفس و عزت نفس بالا مفید و شاید حتی اساسی است.
کورت لوین، رونالد لیپیت و رالف وایت در سال ۱۹۳۹ بنای اولیه مطالعات در مورد تأثیر سبک‌های رهبری و عملکرد را آغاز نمودند. محققان عملکرد گروه‌های پسران یازده ساله را تحت شرایط مختلف محیط کار ارزیابی کردند. در هر یک، رهبر تأثیر خود را در مورد نوع تصمیم‌گیری گروهی، تمجید و انتقاد (بازخورد)، و مدیریت وظایف گروه (مدیریت پروژه) بر اساس سه سبک اعمال می‌کرد: اقتدارگرایانه، دمکراتیک، و لایزر فایر نشان داد.
در سال ۱۹۴۵، دانشگاه ایالتی اوهایو مطالعه ای را انجام داد که رفتارهای رهبرانرا مورد بررسی قرار داد. آنها توانستند یافته‌های خود را به دو دسته قابل تشخیص تفکیک کنند اول با عنوان «ساختار آغازین» مشخص شد، که شرح داد چگونه یک رهبر به‌طور واضح و دقیق با پیروان خود ارتباط برقرار می‌کند، اهداف را تعیین می‌کند، و چگونگی انجام کارها را تعیین می‌کند. این رفتارهای «وظیفه محور» تلقی می‌شوند. مورد دوم «ملاحظات» است که نشانگر توانایی رهبر در ایجاد رابطه بین فردی با پیروان خود، برای ایجاد شکلی از اعتماد متقابل است. اینها رفتارهای «اجتماعی گرا» تلقی می‌شوند.
مطالعات دانشگاه ایالتی میشیگان، که در دهه ۵۰ انجام شد، نشان داد که ارتباط مثبت بین رفتارها رهبر و اثر بخشی رهبری وجود دارد. اگرچه آنها یافته‌های مشابهی با مطالعات ایالت اوهایو داشتند، اما آنها همچنین به رفتار دیگری را نیز مد نظر قرار دادند: رفتار مشارکتی (که به آن «رهبری خدمتگزار» نیز گفته می‌شود)، که با اجازه دادن به پیروان برای شرکت در تصمیم‌گیری گروهی و تشویق افراد به مشارکت نمود پیدا می‌کند. این امر مستلزم اجتناب از کنترل سخت گیرانه رهبری و اجازه تعامل بیشتر اشخاص زیر دست با رهبران است.
مدل شبکه مدیریتی نیز مبتنی تئوری رفتاری است. این مدل در سال ۱۹۶۴ توسط رابرت بلیک و جین موتون ساخته شده‌است و براساس نگرانی رهبران از مردم و نگرانی آنها برای رسیدن به هدف، ۵ سبک مختلف رهبری ارائه شده‌است.

#### تقویت مثبت
بی اف اسکینر پدر اصلاح رفتار؛ مفهوم تقویت مثبت را توسعه داد. تقویت مثبت زمانی اتفاق می‌افتد که یک محرک مثبت در پاسخ به یک رفتار ارائه شود و احتمال آن رفتار را در آینده افزایش دهد. مثلاً فرض کنید در ستایش تقویت کننده مثبتی برای یک کارمند خاص می‌تواند که هر روز به موقع کار سر کار حاضر نمی‌شود مدیر می‌تواند با ابزار ستایش و قدر دانی باعث گردد که کارمند با درک حس بهتر به آمدن به موقع به محل کار علاقمند تر شود.
استفاده از تقویت مثبت یک روش موفق و رو به رشد است که توسط رهبران برای ایجاد انگیزه و دستیابی به رفتارهای مطلوب از زیردستان مورد استفاده قرار می‌گیرد. سازمان‌هایی مانند Frito-Lay، 3M, Goodrich, Michigan Bell و Emery Air Transport همه از این روش برای افزایش بهره‌وری استفاده می‌کنند. تحقیقات تجربی ۲۰ سال گذشته نشان می‌دهد که تئوری تقویت ۱۷ درصد عملکرد را افزایش می‌دهد.

### نظریه‌های موقعیتی و احتمالی
نظریه موقعیتی نیز به عنوان واکنشی به نظریه صفت رهبری ظاهر شد. دانشمندان علوم اجتماعی معتقدند که تاریخ آنچنان نتیجه مداخله مردان بزرگ آنگونه که کارلی پیشنهاد کرده‌است نیست. هربرت اسپنسر (۱۸۸۴) (و کارل مارکس) گفتند که زمان فرد را تولید می‌کند. این تئوری فرض می‌کند که موقعیت‌های مختلف ویژگی‌های مختلفی را طلب می‌کند. طبق این تئوری، هیچ مشخصات روانشناختی مطلوب برای رهبر وجود ندارد و «کاری که یک فرد هنگام عمل به عنوان رهبر انجام می‌دهد، تا حد زیادی به ویژگی‌های وضعیتی که در آن فعالیت می‌کند بستگی دارد.»
برخی از نظریه پردازان شروع به تلفیق صفت و رویکردهای موقعیتی کردند. دانشگاهیان با استناد به تحقیقات لوین و همکاران، سه سبک رهبری را تعریف کردند و مشخص کردند که هر سبک در چه شرایطی بهتر عمل می‌کند. برای مثال، سبک رهبری اقتدارگرا، برای مثال در دوره‌های بحرانی مناسب است. در مدیریت روزمره «قلب و ذهن» پیروان را نتواند بدست آورد. سبک رهبری دموکراتیک در شرایطی که نیاز به ایجاد اجماع هست، مناسب تر است. سرانجام، از سبک رهبری لایزر- فی به خاطر میزان آزادی ارائه شده قدردانی می‌شود، اما از آنجایی که رهبران «مسئولیت این کار را بر عهده نمی‌گیرند»، می‌توان آنها را به عنوان یک عامل شکست در ساختارهای سازمانی طولانی یا پیچیده تلقی کرد. بنابراین، نظریه پردازان سبک رهبری را مشروط به شرایط تعریف کردند، که بعضی اوقات به عنوان نظریه اقتضایی طبقه‌بندی می‌شوند. در سالهای اخیر سه نظریه رهبری اقتضایی برجسته تر از سایر روش‌ها است: مدل احتمالی فیدلر، مدل تصمیم‌گیری واروم- ییتون و نظریه مسیر هدف.
مدل اقتضایی فیدلر تأثیر رهبر را بر آنچه که فرد فیدلر آن را شرایط اضطراری نامیده است، پایه‌گذاری می‌کند. این تئوری دو نوع رهبر را تعریف کرده‌است: کسانی که تمایل به انجام کار با ایجاد روابط خوب با گروه (رابطه محور) دارند، و کسانی که اصلی‌ترین دغدغه خود در انجام وظیفه خود (وظیفه محور) می‌دانند. به گفته فیدلر، رهبر ایده‌آل وجود ندارد. هر دو رهبر وظیفه محور و روابط محور می‌توانند در صورتی مفید باشند که گرایش رهبری آنها متناسب با شرایط باشد. وقتی یک رابطه رهبر-عضو خوب، وجود داشته باشد، رسیدن به وضعیت «وضعیت مطلوب» ممکن است. فیدلر دریافت که رهبران وظیفه گرا در موقعیت‌های بسیار مطلوب یا نامطلوب مؤثرتر هستند، در حالی که رهبران رابطه گرا در موقعیت‌هایی که از شرایط مطلوبی وجود دارد، بهترین عملکرد را دارند.
ویکتور وارم، با همکاری فیلیپ یتون (1973) و بعداً با آرتور جاگو (۱۹۸۸)، یک توصیف آرایه شناسانه برای توصیف موقعیت‌های رهبری ایجاد کرد، که در یک مدل تصمیم‌گیری هنجاری که در آن سبک‌های رهبری به متغیرهای موقعیتی مرتبط است را شامل می‌شود. تعریف اینکه کدام رویکرد برای کدام وضعیت مناسب تر است. این رویکرد جدید بود که مدیر بسته به ویژگی‌های هر وضعیت می‌تواند به رویکردهای تصمیم‌گیری گروهی اتکا نماید. بعداً از این مدل به عنوان نظریه احتمالی موقعیتی یاد شده‌است.
تئوری مسیر هدف رهبری توسط رابرت هاوس (۱۹۷۱) تدوین شده و براساس تئوری انتظار ویکتور ورم توسعه یافته‌است. به گفته هاوس، اصل این تئوری عبارت است از: «ابر گزاره رهبران، وقتی مؤثر اند که رفتارهایی انجام شده در محیط و با زیردستان به شکلی باشد که جبران کننده یکدیگر باشند و موجب رضایت فردی واحدکاری شود». این نظریه چهار رفتار اصلی برای رهبری لحاظ می‌کند، دستاوردگرا، رهنمودی، مشارکتی و حمایتی، که مشروط به عوامل محیط و ویژگی‌های پیروان نیز هست. بر خلاف مدل احتمالی فیدلر، مدل مسیر هدف بیان می‌کند که چهار رفتار رهبری سیال اند و رهبران می‌توانند بسته به آنچه که اوضاع اقتضا می‌کند هر یک از این چهار مورد را بکار ببندند. الگوی مسیر-هدف را هم می‌تواند به عنوان یک نظریه احتمالی طبقه‌بندی کرد چرا که بسته به شرایط است.

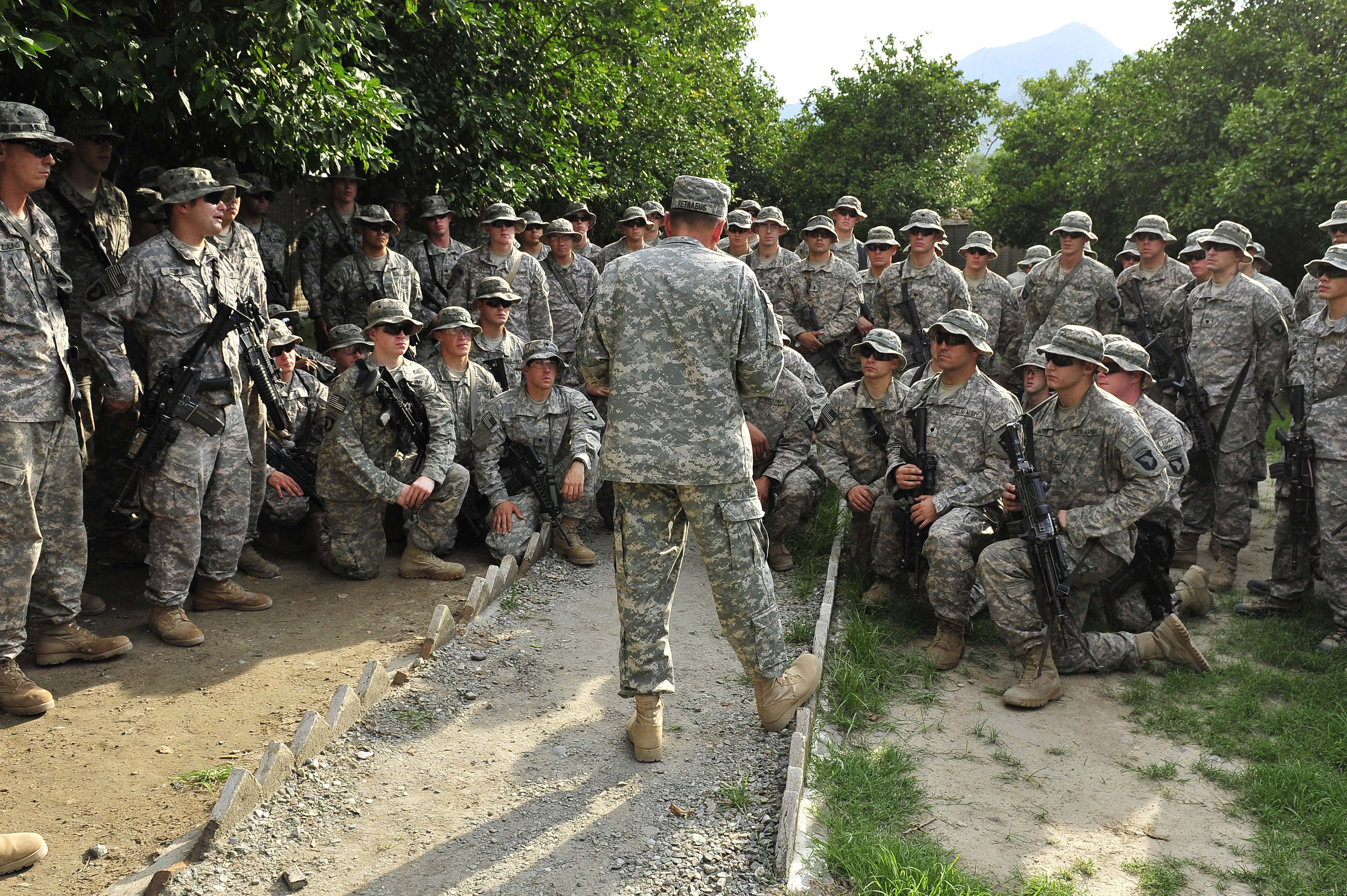
جنرال پترائوس با سربازان آمریکایی در افغانستان خدمت می‌کند

### نظریه عملکردی
نظریه رهبری عملکردی (Hackman & Walton, 1986; McGrath, 1962; Adair, 1988; Kouzes & Posner، ۱۹۹۵) یک نظریه ویژه برای پرداختن به رفتارهای خاص رهبر است که در اثربخشی سازمانی نقش دارد. این نظریه استدلال می‌کند که وظیفه اصلی رهبر این است که ببیند هرچه برای گروهی لازم است، از آن مراقبت می‌شود یا نه؛ بنابراین، می‌توان گفت که یک رهبر هنگامی اثربخش و انسجام دهنده گروه است، وظیفه خود را به خوبی انجام داده‌است (Fleishman et al. , 1991; Hackman & Wageman, 2005; Hackman & Walton، ۱۹۸۶). در حالی که تئوری رهبری عملکردی اغلب در رهبری تیم اعمال می‌شود (زاکارو، ریتمن، و مارکس، ۲۰۰۱)، همچنین به‌طور مؤثر در رهبری سازمانی گسترده‌تر نیز به کار گرفته می‌شود (زاکارو، ۲۰۰۱). در جمع‌بندی مطالعات انجام شده در مورد رهبری عملکردی (به کوزلوفسکی و همکاران (۱۹۹۶)، زاکارو و همکاران (۲۰۰۱)، هاکمن و والتون (۱۹۸۶)، هاکمن و واگنمن (۲۰۰۵)، مورگسون (۲۰۰۵))، کلین، زایگرت، نایت، مراجعه کنید؛ و شیائو (۲۰۰۶) پنج عملکرد گسترده را که یک رهبر هنگام ارتقاء اثربخشی سازمان انجام می‌دهد، شامل موارد چون نظارت محیطی، سازماندهی فعالیتهای زیر مجموعه، آموزش زیردستان، ایجاد انگیزه برای دیگران و مداخله فعال در کار گروه است.

### نظریه روانشناختی یکپارچه
تئوری یکپارچه روانشناختی رهبری تلاشی برای ادغام نقاط قوت تئوری‌های قدیمی (یعنی صفات، رفتاری / سبک‌ها، موقعیتی و عملکردی) با لحاظ کردن محدودیت‌های آنها و معرفی یک عنصر جدید یعنی انعطاف‌پذیری رفتاری با تمرین تسلط روانی است. همچنین پایه ای برای رهبرانی که مایل به استفاده از فلسفه‌های رهبری خدمتگزار و رهبری معتبر هستند، فراهم می‌کند.
تئوری یکپارچه روانشناختی بعد از انتشار مدل سه سطح از رهبری جیمز اسوولر (۲۰۱۱) جلب توجه کرد. اسولر استدلال کرد که تئوریهای قدیمی در توسعه توانایی شخص برای رهبری مؤثر، کمک محدودی ارائه می‌دهند. وی به عنوان مثال اشاره کرد که:
- نظریه‌های صفات، که تمایل به تقویت این عقیده دارند که رهبری اکتسابی نیست و مادرزادی و ذاتی است و هیچ کمکی برای توسعه قابلیت رهبران نمی‌کند.
- یک سبک ایده‌آل (مانند سبک تیمی "بلیک"و "موتون") در همه شرایط جواب گو نیست.
- بسیاری از تئوریهای موقعیتی / احتمالی و کارکردی فرض می‌کنند که رهبران می‌توانند رفتار خود را مطابق نیاز در شرایط مختلف تغییر دهند و رفتارهای شخصی مانند عادتها و اعتقادات در سطح ناخودآگاه و… را نادیده می‌گیرد ولی وی معتقد است که رهبان باید روی روان‌شناسی درونی خود کار کنند.
- هیچ‌یک از تئوریهای قدیمی به چالش توسعه " حضور رهبری " توجه ای ندارند؛ و اکثر بر این اساس اند که خصوصیات معینی در رهبران وجود دارد که توجه را به خود جلب می‌کند، به مردم الهام می‌بخشد، اعتماد آنها را جلب می‌کند و باعث می‌شود پیروان بخواهند با آنها همکاری کنند.

اسولر مدل سه سطح از رهبری را پیشنهاد کرد، که بعداً به عنوان یک نظریه «یکپارچه روانشناختی» در وب سایت آموزش Businessballs طبقه‌بندی شد. در اصل، الگوی او قصد دارد خلاصه ای از کاری‌های که رهبران باید انجام دهند، نه تنها برای رهبری بر گروه یا سازمان خود، بلکه همچنین به عنوان روش‌های برای توسعه شخصی رهبر از لحاظ فنی و روانشناختی ارائه دهد.
سه سطح در مدل وی رهبری عمومی، خصوصی و شخصی است:
- دو مورد اول - رهبری عمومی و خصوصی - سطح «بیرونی» یا رفتاری هستند. این رفتارهایی است که اسولر آنها را «چهار بعد رهبری» می‌نامد. این ابعاد عبارتند از: (۱) یک هدف گروهی، انگیزه دهنده مشترک. (۲) عمل، پیشرفت و نتایج. (۳) وحدت جمعی یا روحیه تیمی. (۴) انتخاب و انگیزه فردی. رهبری عمومی بر ۳۴ رفتار متأثر از تأثیرگذاری همزمان بر دو یا چند نفر متمرکز است. رهبری خصوصی ۱۴ رفتار مورد نیاز برای تأثیرپذیری افراد را پوشش می‌دهد.
- سوم - رهبری شخصی - یک سطح «درونی» است و نگران رشد شخصی رهبری، دانش و مهارت مورد نیاز اوست. کار بر روی رهبری شخصی فرد دارای سه جنبه است: (۱) دانش و مهارت فنی (۲) توسعه نگرش درست نسبت به دیگران - که اساس رهبری زیردستان است (۳) خودشناسی روانشناختی - پایه و اساس رهبری معتبر است.

اسکولر معتقد است که تسلط بر نفس کلیدی برای رشد رهبری فرد، ایجاد روابط با اعتماد به نفس با پیروان و حل باورها و عادات محدود کننده فرد است و از این طریق انعطاف‌پذیری رفتاری، امکان انطباق پذیری با تغییرات محیطی نیز ایجاد می‌شود؛ و برای توسعه نقش حمایتی رهبر روش جدیدی را مطرح می‌کند که نمود عملی آن به شکل تمرینات مراقبه ذهنی و ذهن آگاهی نمود پیدا می‌کند.

### نظریه‌های تراکنش و تحول
برنارد باس و همکارانش ایده دو نوع رهبری مختلف را ایجاد کردند، یکی رویکرد معامله ای است که بر تبادل با نیروی کار برای پاداش‌ها تمرکز دارد و دیگری تحول گرا است که مبتنی بر توجه به کارمندان برای تحریک فکری و ایجاد دیدگاه گروهی است. رهبر معامله‌ای (Burns، 1978) قدرت انجام وظایف خاص و پاداش یا مجازات عملکرد تیم را مد نظر دارد و این فرصت را به مدیر می‌دهد تا هدایت گروه برای یک هدف از پیش تعیین شده را انجام دهد. رهبری چندان برای ارزیابی، تصحیح و آموزش زیردستان در هنگامی که بهره‌وری تا حد مطلوب نباشد اهمیتی نمی‌دهد و سودنهایی و پاداش هنگام رسیدن به نتیجه مورد انتظار است.

### نظریه تبادل رهبر - عضو
این تئوری به جنبه خاصی از فرایند رهبری می‌پردازد که توسعه یافته یا متأثر از یک تئوری قبلی به نام مدل پیوند دوگانه عمودی (VDL) است. هر دو مدل بر تعامل بین رهبران و پیروان تمرکز دارند. شبیه به رویکرد معامله ای، این تعامل به عنوان یک مبادله عادلانه تلقی می‌شود که به موجب آن رهبر مزایای خاصی از قبیل راهنمایی وظیفه، مشاوره، پشتیبانی و / یا جوایز را به شما می‌دهد و پیروان با احترام به رهبر، همکاری، تعهد به وظیفه تلافی لطف او را می‌کنند. در این روش رابطه بین رهبر و اعضا می‌تواند منجر به ایجاد زیر گروه‌های در درون گروه اصلی شود که کیفیت رابطه رهبر با اعضا به تناسب نزدیکی با آنها می‌تواند کم یا زیاد شود.

### اعضای گروه
اعضای گروه از طرف رهبر به لحاظ تجربه، شایستگی و تمایل به مسئولیت پذیری نسبت به سایر اعضا دسته‌بندی می‌شوند؛ و طبعاً افراد اصلح تر از نظر رهبر برای کارهای چالش‌برانگیز نسبت به سایرین قابل اعتماد ترند. اگر عضو گروه عملکرد خوبی داشته باشد معمولاً رهبر با آموزش بیشتر، تکالیف شغلی مطلوبتر و شانس ارتقاء بیشتر به او پاداش می‌دهد. اگر پیروان تعهد و تلاش بالایی را نشان دهند و به دنبال آن پاداش‌های اضافی به دست آورند، هر دو طرف از رابطه موجود منتفع خواهند شد.

### اعضای خارج از گروه
اعضای خارج از گروه غالباً نسبت به همتایان درون گروه خود، تماس کمتری با هم دارند. رهبران در خصوص اعضای خارج از گروه انتظار چیزی بیشتر از عملکرد مناسب، حضور خوب، احترام معقول و پیروی از توضیحات شغل در ازای دستمزد عادلانه و مزایای استاندارد ندارند. رهبر وقت کمتری را با اعضای خارج از گروه صرف می‌کند و آنهاشناس زیادی برای رشد. رهبر تمایل دارد تا به اتکا اقتدار رسمی خود برای دستیابی به درخواست‌هایش رفتار کند. تحقیقات نشان می‌دهد که اعضای خارج از گروه، از شغل و سازمان خود رضایت کمتری دارند و علاقه خاصی به رهبر خود ندارند و رهبر خود را کمتر منصف می‌دانند.

### احساسات
رهبری را می‌توان به عنوان یک فرایند ویژه احساسی نیز دانست که می‌تواند با جامعه و گروه خود را تحت تأثیر قرار دهد. در یک سازمان، روحیه رهبر تأثیراتی بر گروه خود می‌گذارد. این تأثیرات را می‌توان در سه سطح شرح داد:
1. حال و هوای اعضای گروه فردی. اعضای گروه با رهبران با روحیه مثبت یا منفی، دقیقاً همان روحیه مثبت یا منفی را تجربه می‌کنند. رهبران از طریق مکانیسم انتقال عاطفی، حالات خود را به اعضای گروه منتقل می‌کنند.[۶۷] خلق و خوی مسری ممکن است یکی از مکانیسم‌های روانی باشد که رهبران کاریزماتیک به کمک آن بر خود تأثیر می‌گذارند.[۶۸]
2. لحن عاطفی گروه. لحن عاطفی گروهی نشانگر واکنشهای عاطفی سازگار یا همگن در یک گروه است. لحن عاطفی گروهی مجموعه ای از روحیه افراد عضو گروه است که به خلق و خوی گروهی و نوع تجزیه و تحلیل آن اشاره دارد. گروه‌هایی با رهبران با روحیه مثبت، نسبت به گروه‌هایی که رهبران با روحیه منفی دارند، دارای احساسات مثبت بیشتری هستند.[۶۷]
3. فرآیندهای گروهی مانند هماهنگی، هزینه تلاش و وظایف راهبردی. عبارات نحوه تأثیر خلق و خوی بر نحوه تفکر و عملکرد اعضای گروه است. وقتی اعضا رفتاری را از خود بروز می‌دهند، سیگنال‌هایی را به دیگران می‌فرستند. رهبران اهداف، مقاصد و نگرش‌های خود را از طریق بیان خلق و خوی خود نشان می‌دهند. به عنوان مثال، بیان حالات مثبت رهبران نشان می‌دهد که رهبران پیشرفت را در جهت اهداف خوب می‌دانند. اعضای گروه به روشهایی که در فرآیندهای گروه منعکس می‌شوند به آن سیگنالها به صورت شناختی و رفتاری پاسخ می‌دهند.[۶۷]

در تحقیقات مربوط به خدمات به مشتری، مشخص شد که ابراز روحیه مثبت توسط رهبر، عملکرد گروه را بهبود می‌بخشد. غیر از روحیه رهبر، رفتار او منبعی برای ایجاد احساسات مثبت و منفی کارکنان در محل کار است. رهبر موقعیت‌ها و رویدادهایی را ایجاد می‌کند که منجر به واکنش عاطفی می‌شود. برخی از رفتارهای رهبر که در طول تعامل با کارکنانشان نمایش داده می‌شود، منشأ این وقایع عاطفی است. رهبران وقایع عاطفی را در محیط کار شکل می‌دهند. مثالا - بازخورد دادن، تخصیص وظایف، توزیع منابع از مواردی است که رفتار رهبر منجر به پیداش نوعی از عکس العمل عاطفی در بین اعضا می‌شود. هوش هیجانی، توانایی درک و مدیریت روحیه و احساسات در خود و دیگران، به رهبری مؤثر در سازمانها کمک می‌کند.

## ظهور رهبری
بسیاری از خصوصیات شخصیتی قابل اعتماد با ظهور رهبری همراه بودند. لیست شامل، اما محدود به این نیست (لیست زیر که به ترتیب الفبای سازمان یافته‌است): یقین، اصالت، پنج شخصیت بزرگ شخصیت، ترتیب تولد، نقاط قوت شخصیت، تسلط، هوش هیجانی، هویت جنسیتی، هوش، خودشیفتگی، خود- اثربخشی برای رهبری، خود نظارت و انگیزه اجتماعی. ظهور رهبری علاقمند تبعین این ایده است که افراد با خصوصیات خاص رهبر متولد می‌شوند و افراد بدون این خصوصیات هرگز رهبر نمی‌شوند. افرادی مانند مهاتما گاندی، آبراهام لینکلن و نلسون ماندلا همگی دارای صفاتی هستند که یک فرد معمولی از آن برخوردار نیست. تحقیقات نشان می‌دهد که تا ۳۰٪ ظهور رهبر بر منبای خصوصیات ژنتیکی است. البته هیچ تحقیق وجود ندارد که نشان دهد ژنی به نام «ژن رهبری» وجود دارد، در عوض ما ویژگی‌های خاصی را به ارث می‌بریم که ممکن است بر تصمیم ما برای جستجوی رهبری تأثیر بگذارد؛ ولی شواهد زیادی وجود دارد که ارتباط معنی دار بین برخی خصوصیات و قابلیت رهبری را نشان می‌دهد. محققان با استفاده از نمونه‌های بزرگ بین‌المللی، دریافتند که سه عامل وجود دارد که باعث ایجاد انگیزه در رهبران می‌شود. هویت عاطفی (لذت بردن از رهبری)، غیر محاسبه کننده (حس پیشتازی) و اجتماعی-هنجاری (احساس تعهد).

### ادعا
رابطه قاطعیت و ادعا و ظهور رهبری نسبت یک به یک ندارد؛ ولی افرادی که هیچ قاطعیت و ادعای ندارند یا بسیار پرمدعا هستند کمتر احتمال دارد به عنوان رهبر شناخته می‌شوند.

### اعتبار
افرادی که از خصوصیات شخصیتی خود، از جمله ارزش‌ها و عقاید خود آگاه تر هستند و هنگام پردازش اطلاعات مربوط به خود از تعصب کمتری برخوردار هستند، احتمالاً به عنوان رهبر پذیرفته می‌شوند. به رهبری معتبر مراجعه کنید.

### پنج عامل بزرگ شخصیتی
کسانی که به عنوان رهبر ظهور می‌کنند بیشتر تمایل دارند: برون‌گرا، با وجدان، عاطفی، با ثبات و آماده پذیرش تجربه باشند. اگرچه این تمایلات در مطالعات آزمایشگاهی گروه‌های بدون رهبر نیز نتایج پررنگی داشته‌است.

### ترتیب ولادت
کسانی که فرزند اول خانواده اند معمولاً خصوصیات رهبری بیشتری دارند و فرزندان میانی بیشتر علاقه به پیروی دارند و فرزندان آخر روحیه عصیانگری و خلاقیت بیشتری دارند.

### نقاط قوت شخصیت
کسانی که به دنبال رهبری در یک سازمان نظامی بودند، در تعدادی از شاخص‌های شخصیتی از جمله صداقت، امید، شجاعت، صنعت و کار تیمی برتری‌های خاصی نسبت به بقیه دارند.

### سلطه
برخی افراد مایل هستند که محیط اطراف خود را کنترل کنند و بر آن تأثیرگذار باشند و حتی احتمال دارد عقاید خود را با زور به بقیه تحمیل نمایند. این افراد به احتمال زیاد به عنوان رهبر در موقعیتهای کوچک و گروه‌های محدود نقش رهبری می‌یابند.

### هوش هیجانی
افراد دارای هوش هیجانی بالا، توانایی درک و ارتباط با سایر افراد را بیش از سایرین دارند. آنها مهارتهایی در برقراری ارتباط و رمزگشایی احساسات دارند و با دیگران عاقلانه و مؤثر برخورد می‌کنند. چنین افرادی ایده‌های خود را به روش‌های محکم تری برقرار می‌کنند، بهتر قادر به خواندن سیاست یک موقعیت هستند، کمتر احتمال دارد کنترل احساسات خود را از دست دهند، کمتر احتمال دارد که به‌طور نامناسب عصبانی یا انتقادی شوند، و در نتیجه احتمال بیشتری دارند. به عنوان رهبر ظاهر شوند.

### هوش
افراد دارای هوش بالاتر از قضاوت برتر، مهارت کلامی بالاتر (چه کتبی و چه شفاهی)، یادگیری سریع تر و قابلیت کسب دانش بیشتر برخوردار هستند و بیشتر به عنوان رهبر ظاهر می‌شوند. مطالعات همبستگی بین ضریب هوشی و ظهور رهبری را بین ۲۵ تا ۳۰ درصد را نشان می‌دهد. با این حال، گروه‌ها معمولاً رهبرانی را ترجیح می‌دهند که از هوشی در حد متوسط یا کمی بالاتر از متوسط باشند، زیرا می‌ترسند که هوش بالا منجر به اختلاف در ارتباطات، اعتماد، منافع و ارزش‌ها شود

### خودشیفتگی
افرادی که در موقعیت‌های آشفته نقش رهبری را بر عهده می‌گیرند، مانند گروه‌هایی که با تهدید روبرو هستند یا افرادی که در آن وضعیت با رقابت شدید بین رقبا در درون گروه مشخص می‌شود، افراد خودشیفته ای هستند که حس متکبر، خود مجذبی، اعتماد به نفس بالا می‌کنند.

### خودکارآمدی رهبری
اعتماد به نفس در توانایی رهبری با افزایش تمایل به پذیرش نقش رهبری و موفقیت ارتباط مستقیم دارد.

### پایش شخصی یا خود نظارتی
خود پایشگرها به احتمال زیاد به عنوان رهبر برگزیده شوند یا دیگران، زیرا آنها بیشتر به پیشرفت وضعیت توجه دارند و بیشتر به دنبال تطبیق اقدامات خود برای تناسب بیشتر با خواسته‌های مطرح شده هستند

### انگیزه اجتماعی
افرادی که هم موفقیت محور و هم وابستگی محور باشند، همان‌طور که انتظار می‌رود، در حل مسائل گروه فعال تر هستند و به تدریح این احتمال وجود دارد در چنین گروه‌هایی به عنوان رهبر انتخاب می‌شوند

## سبکهای رهبری
سبک رهبری، روش جهت‌گیری، اجرای برنامه‌ها و ایجاد انگیزه در افراد را مشخص می‌کند؛ و این ماحصل فلسفه، شخصیت و تجربه رهبر است. مطالعات تخصصی زیادی برای مدل‌سازی و درک روش رهبری انجام شده‌است (رابرت هریمان، سبک سیاسی، فیلیپ-جوزف سالازار، L'Hyperpolitique. Technologies politiques De La Domination).
موقعیتهای مختلف خواستار سبکهای مختلف رهبری است. در مواقع اضطراری وقتی که زمان کمی برای رسیدن به توافق وجود دارد و در جایی که یک مقام تعیین شده تجربه یا تخصص قابل توجهی بیشتر از بقیه تیم داشته باشد، ممکن است یک سبک رهبری استبدادی مؤثر باشد. با این حال، در تیمی با انگیزه و هماهنگ و هم سطح و متخصص، یک سبک دموکراتیک تر یا لسه فر ممکن است مؤثرتر باشد. سبک اتخاذ شده باید روشی باشد که ضمن متعادل کردن منافع اعضای خود، به‌طور مؤثر اهداف گروه را نیز تأمین نماید. زمینه ای که در آن سبک رهبری مورد توجه جدی قرار گرفته‌است، علوم نظامی است که اخیراً دیدگاهی جامع و یکپارچه از رهبری را بیان می‌کند. حتی عوامل حضور فیزیکی، تحمل نظامی، آمادگی جسمی، اعتماد به نفس و طاقت فردی رهبر در چنین ساختارهای بر اعضا بسیار می‌تواند تأثیر گذار باشد. ظرفیت فکری رهبر به تشریح راه حل‌ها و کسب دانش برای انجام کار کمک می‌کند. تواناییهای ذهنی یک رهبر از چابکی، قضاوت، نوآوری و دانش تخصصی از عوامل بسیار پررنگ در تأثیر گذاری رهبری می‌باشد. دامنه دانش برای رهبران می‌تواند از دانش تاکتیکی و فنی و همچنین آگاهی فرهنگی و ژئوپلیتیکی قابل تعمیم باشد.

### خودکامه یا استبدادی
طبق سبک رهبری استبدادی، تمام قدرتهای تصمیم‌گیری در رهبر متمرکز هستند. رهبران استبدادی هیچ پیشنهادی یا ابتکار عمل را از زیر دستان خود برنمی‌تابند. این سبک امکان تصمیم‌گیری سریع ممکن می‌کند، زیرا تنها یک نفر برای کل گروه تصمیم می‌گیرد و هر وقت لازم داشته باشد آن را به اطلاع دیگران نیز می‌رساند.

### مشارکتی یا دموکراتیک
سبک رهبری دموکراتیک شامل رهبری است که تصمیم‌گیری‌ها با مشارکت اعضای گروه با هدف ارتقاء منافع اعضای گروه انجام می‌شود و نتیجه در اختیار همه هست. این امر همچنین به عنوان رهبری مشترک نامیده می‌شود.

### وظیفه محور و رابطه محور است
رهبری وظیفه محور، سبکی است که در آن رهبر بر وظایفی که باید برای رسیدن به یک هدف خاص لازم است متمرکز می‌شود. رهبران وظیفه گرا معمولاً بیشتر به تولید یک راه حل برای رسیدن به هدف معین تمرکز دارند و سعی دارند به‌طور دقیق اطمینان حاصل کنند نتایج مورد انتظار کسب شود.
رهبری روابط محور، سبکی متضاد است که رهبر بیشتر روی روابط بین گروه متمرکز است و به‌طور کلی بیشتر نگران سلامتی و رضایت کلی اعضای گروه است. رهبران روابط محور بر ارتباطات درون گروه تأکید می‌کنند.
رهبران وظیفه گرا معمولاً کمتر به فکر الزامات اعضای گروه هستند و بیشتر نگران دستیابی به یک راه حل خاص برای رسیدن به هدف هستند. اما شرایط زیستی و محیطی برای اعضای گروه آنها ممکن است رنج آور باشد. رهبران مبتنی بر روابط متمرکز بر توسعه تیم و روابط موجود در آن هستند. در این سبک رهبری و مدیریت افراد عضو گروه شرایط زیستی و محیطی بهتری را تجربه می‌کنند و ارتباط سالم تری دارند ولی درعوض امکان این که از کاهش بهره‌وری رنج ببرند بسیار زیاد است.

### پدرسالاری
سبک‌های رهبری پدرسالارانه اغلب بیانگر یک طرز فکر پدر-فرزندی است. ساختار تیم به‌صورت سلسله مراتبی سازمان یافته‌است که رهبر در بالای پیروان قرار می‌گیرد. در مقابل رهبر خود را مکلف به تأمین نیازهای شخصی و حرفه ای اعضا گروه می‌داند. اصطلاح پدری از لاتین pater به معنی «پدر» گرفته شده‌است. در این سبک رهبری اغلب رهبران مرد هستند. این سبک رهبری اغلب در روسیه، آفریقا و جوامع آسیای اقیانوس آرام یافت می‌شود.

## جنسیت و رهبری
یکی دیگر از موارد که در مطالعات سبک‌شناسی رهبری مورد توجه است جنسیت رهبران است که باید زن باشند یا مرد. هنگامی که زن و مرد در گروه جمع می‌شوند، آنها تمایل دارند سبک‌های مختلف رهبری را اتخاذ کنند. عموماً مردان از شیوه «رهبری عامل» استفاده می‌کنند. آنها وظیفه محور، فعال، تصمیم گیران متمرکز، مستقل و هدف گرا هستند. از طرف دیگر، زنان وقتی موقعیت رهبری را بدست می‌آورند، معمولاً ارتباط جمعی دارند. آنها تلاش می‌کنند برای دیگران مفید باشند، برخورد و تأثیر گرمی داشته باشند، درک کنند و به احساسات دیگران توجه کنند. به‌طور کلی، هنگامی که از خانمها خواسته می‌شود خود را در گروه‌های تازه تشکیل یافته، خود را با دیگران توصیف کنند، بر خصوصیات باز، عادلانه، مسئولانه و دلپذیر بودن گروه تأکید می‌کنند. آنها در تلاش برای حفظ روابط مثبت بین اعضای گروه، به شما مشاوره دهند. اطمینان می‌دهند و اختلافات را مدیریت می‌کنند. زنان با لبخند زدن، حفظ تماس چشمی و پاسخ دقیق به اظهارنظرهای دیگران، با اعضای گروه ارتباط مثبت تری برقرار می‌کنند. برعکس، مردان خود را به عنوان تأثیرگذار، قدرتمند و ماهر در کارهایی که باید انجام شود توصیف می‌کنند. آنها تمایل دارند بیشتر بر ایجاد ساختار درون گروه، تعیین استانداردها و اهداف، شناسایی نقش‌ها، تعیین مسئولیت‌ها و رویه‌های عملیاتی ساختار یافته، ارائه راه حل برای مشکلات، نظارت بر پیگیری رویه‌ها و در آخر، تأکید بر لزوم بهره‌وری و کارایی در کارهایی که باید انجام شود، دارند. به عنوان رهبر، مردان در درجه اول وظیفه محور هستند، اما زنان تمایل دارند که هم وظیفه داشته باشند و هم رابطه محور باشند. با این وجود، لازم است ذکر شود که این اختلافات جنسی فقط گرایش‌هایی دارند و در همه گروه‌ها و موقعیت‌ها مصداق ندارد.

### موانعی برای رهبران زن غیر غربی
دلایل بسیاری می‌تواند مانع ورود زنان در عرصه رهبری باشد. این موانع با توجه به معیارهای فرهنگی می‌تواند بسیار متفاوت باشد. با وجود تعداد فزاینده رهبران زن در جهان، هنوز در جوامع غیر غربی میزان مشارکت زنان بسیار متفاوت از جهان غرب است. ذکر این نکته حائز اهمیت است که اگرچه موانع ذکر شده در زیر ممکن است در فرهنگ غیر غربی شدیدتر باشد، اما این بدان معنا نیست که فرهنگ‌های غربی نیز این موانع را ندارند.
تحقیق و مطالعات زیادی در دهه گذشته در مورد رهبری برای زنان انجام شده‌است، اما تحقیقات بسیار کمی در مورد زنان در فرهنگ‌های پدرسالارانه صورت گرفته‌است. مطالعات و تحقیقات انجام شده نشان می‌دهد که در این جوامع مردان علاقه ای به حضور زنان ندارندو زنان نیز از چگونگی رسیدن به اهداف رهبری فردی اطلاع کمتری دارند و از نظر آموزش در شرایط برابری با مردان برخوردار نیستند.
مطالعات مرخصی زایمان، اهمیت مرخصی زایمان طولانی‌تر و تأثیرات مثبت آن بر سلامت روان یک زن کارمند و بازگشت به کار را نشان داده‌است. در سوئد نشان داده شد که افزایش انعطاف‌پذیری در زمان بازگشت مادران به کار، شانس بهداشت روانی بهتر را افزایش می‌دهد. در فرهنگ‌های غیر غربی بیشتر از الگو پدر و مادر پیروی می‌شود، عدم آگاهی در مورد مزایای مرخصی زایمان و تأثیر حمایت از زنان در این دوره مهم زندگی کمتر مورد توجه است.
جامعه و قوانین بعضی از کشورها که از پدر و مادر پیروی می‌کنند، مانند هند، رفتار جامعه با زنان ناعادلانه است. اجبار به ازدواج در سنین پایین و سهل انگاری در مورد مجازات جرم‌های که در حق زنان رخ می‌دهد، به نوعی دیدگاه جامعه را در مورد نحوه رفتار با زنان نشان می‌دهد؛ و همین موضوع می‌توان باعث شود که حتی در صحبت کردن و فعالیت‌های حرفه ای و شخصی زنان در محدودیت‌های بیشتری قرار بگیرند.
جامعه و قوانین بعضی از کشورها که از پدر و مادر پیروی می‌کنند، مانند هند، رفتار جامعه با زنان ناعادلانه است. اجبار به ازدواج در سنین پایین و سهل انگاری در مورد مجازات جرم‌های که در حق زنان رخ می‌دهد، به نوعی دیدگاه جامعه را در مورد نحوه رفتار با زنان نشان می‌دهد؛ و همین موضوع می‌توان باعث شود که حتی در صحبت کردن و فعالیت‌های حرفه ای و شخصی زنان در محدودیت‌های بیشتری قرار بگیرند.
سقف‌های شیشه ای و صخره‌های شیشه ای زنانی که در فرهنگ یا صنعت بسیار پدرسالارانه کار می‌کنند (به عنوان مثال صنعت نفت یا مهندسی)، غالباً با محدودیت‌هایی در حرفه خود سر و کار دارند که مانع از پیشرفت آنها می‌شود. این ارتباط غالباً ناشی از ذهنیتی است که باور دارند که در این زمینه‌ها فقط مردان دارای ویژگی‌های لازم هستند. اصطلاح صخره شیشه ای به پروژه‌های گفته می‌شود که غالباً به خانم‌ها داده می‌شود زیرا احتمال شکست در آنها زیاد تر است. این پروژه‌های ناخواسته به کارمندان زن داده می‌شود که در آن احتمال شکست بخوردند و سازمان را ترک کنند.

## کارایی

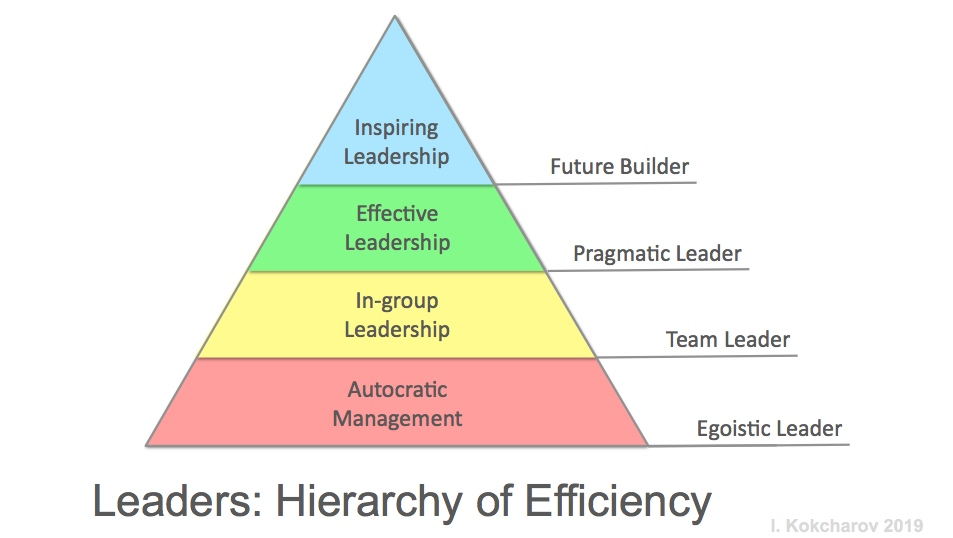
سلسله مراتب کارایی رهبر بر اساس سلسله مراتب شایستگی و مدل انگیزه کار M5

در گذشته، برخی از محققان بر این باور بودن که در مورد تأثیر رهبران بر نتایج سازمان‌ها و گروه‌های تحت تاثیرشان بیشتر احساسی و مبتنی بر تعصب بوده‌است تا واقعیت. (Meindl & Ehrlich، ۱۹۸۷). با وجود این ادعاها، مطالعات زیادی نشان می‌دهد که رهبری بر میزان موفقیت گروه و جامعه بسیار با اهمیت است و نقش کلیدی در ساختار گروه دارند. (Day & Lord, 1988; Kaiser, Hogan، & Craig، ۲۰۰۸)
عملکرد شغلی به‌طور کلی به رفتاری اشاره دارد که انتظار می‌رود در موفقیت سازمانی نقش داشته باشد (کمپبل، ۱۹۹۰). کمپبل تعدادی از انواع و ابعاد عملکرد شغلی را شناسایی کرد که رهبری یکی از آنها بود. هیچ تعریف کاملی از عملکرد رهبری وجود ندارد (یوکل، ۲۰۰۶). بسیاری از مفاهیم این حوزه را می‌توان در زیر چتر عملکرد رهبری جمع‌بندی نمود، از جمله نتایج مانند اثربخشی رهبر، پیشرفت رهبر و ظهور رهبر (کایزر و همکاران، ۲۰۰۸). به عنوان مثال، ممکن است از عملکرد رهبری برای موفقیت شغلی شخص رهبر، عملکرد گروه یا سازمان یا حتی ظهور رهبر یاد کرد. هر یک از این اقدامات را می‌توان از نظر مفهومی؛ مجزا از سایرین در نظر گرفت. هرچند این جنبه‌ها به واقع به نوعی نیز با هم مرتبط هستند و در بسیاری از موارد به تناسب موضوعی که مطالعات برآن تمرکز دارد می‌توان آنها را به شکل متفاوتی تفسیر کرد.
راه دیگر برای مفهوم سازی عملکرد رهبر، تمرکز روی نتایج پیروان رهبر، گروه، تیم، واحد یا سازمان است. در ارزیابی این نوع عملکرد رهبر، دو استراتژی کلی به‌طور معمول استفاده می‌شود اولی ادراکات ذهنی است که از عملکرد رهبر با زیردستان، مافوقها، یا گاهی همسالان یا طرفهای دیگر قابل درک است. نوع دیگر نشانگرهای عینی تر از عملکرد پیروان یا گروه است، مانند میزان بهره‌وری، دستیابی به هدف، ارقام فروش یا عملکرد مالی واحد (باس و ریگیو)، ۲۰۰۶، ص ۴۷)».
یک رهبر سمی کسی است که مسئولیت یک گروه از افراد یا یک سازمان را بر عهده دارد و با ترک گروه یا سازمان در وضعیت بدتری از زمان پیوستن به آن، از رابطه رهبر - پیرو سوءاستفاده می‌کند.

## صفات

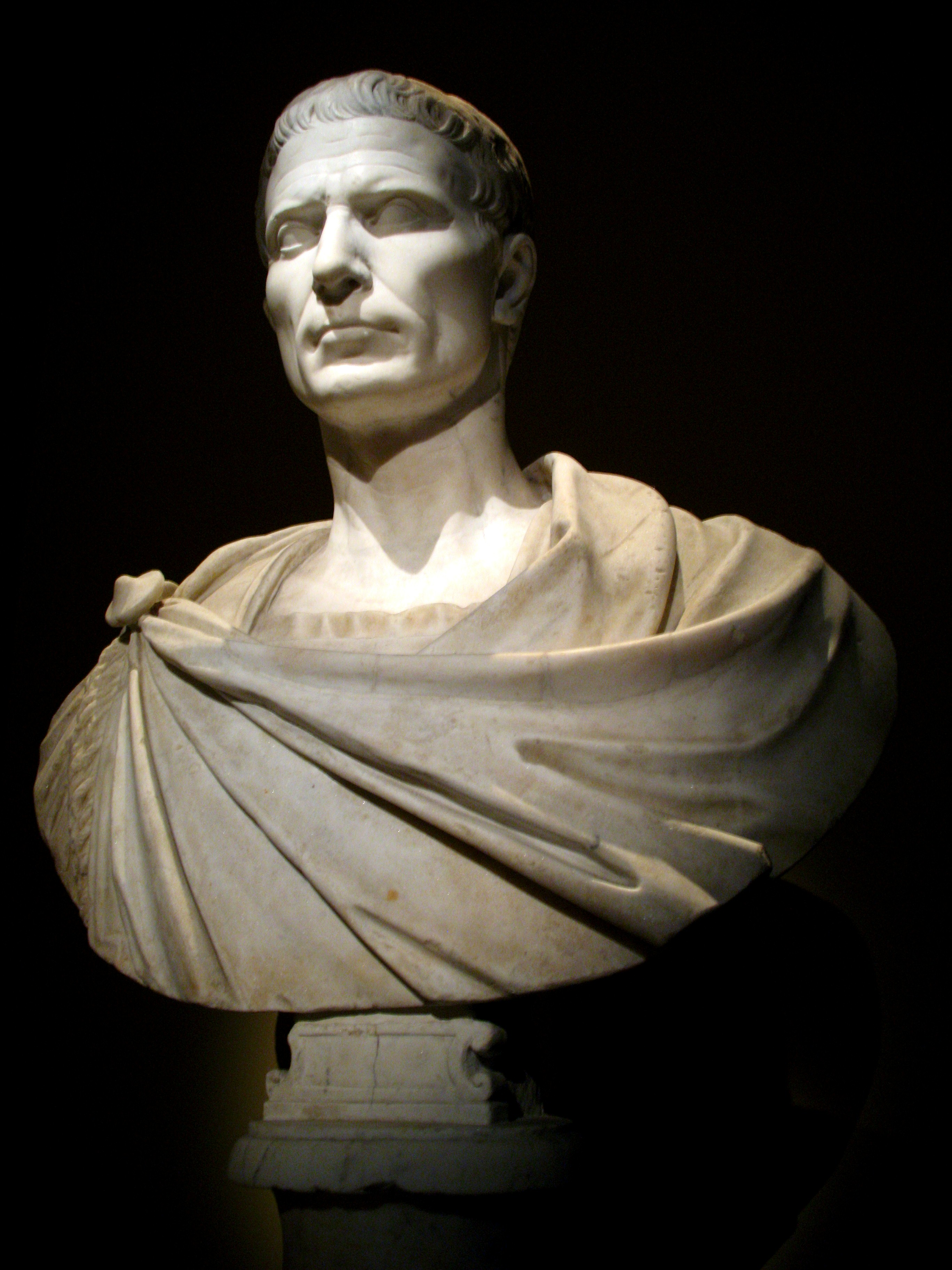
جولیوس سزار، یکی از بزرگ‌ترین رهبران نظامی جهان

بیشتر نظریه‌ها در قرن بیستم براین باور بودند که رهبران بزرگ رهبر زاده شده‌اند، و رهبری اکتسابی نیست. مطالعات فعلی نشان می‌دهد که رهبری بسیار پیچیده‌تر است که پیش تر به نظر می‌رسید و نمی‌توان آن را با چند ویژگی اصلی یک فرد تعیین کرد. سالها مشاهده و مطالعه نشان می‌دهد که یک چنین ویژگی یا مجموعه ای از صفات نمی‌تواند باعث می‌شود که فردی رهبری خارق‌العاده ای باشد؛ و همچنین دانشمندان توانسته‌اند به این نتیجه برسند که ویژگی‌های رهبری فرد از وضعیت به وضعیت دیگر تغییر نمی‌کند. چنین صفاتی شامل هوش، قاطعیت یا جذابیت جسمی است. اما، بسته به شرایط، هر ویژگی اصلی ممکن است در موقعیت‌های مختلف کارایی داشته باشد. در زیر ویژگی‌های اصلی رهبری که توسط جان پی هاول، استاد تجارت در دانشگاه ایالتی نیومکزیکو و نویسنده کتاب عکس‌های رهبری بزرگ آورده شده‌است، لیست شده‌است.
افراد که دارای صفاتی از قبیل ابتکار، انرژی، قاطعیت، پشتکار و گاه تسلط هستند، معمولاً تمایل دارند که مجدانه اهداف خود را دنبال کنند، ساعات طولانی کار کنند، جاه طلب هستند و غالباً با دیگران بسیار رقابتی هستند. ظرفیت شناختی شامل هوش، توانایی تحلیلی و کلامی، انعطاف‌پذیری رفتاری و قضاوت خوب دارند. افراد دارای این صفات می‌توانند راه حل‌هایی برای مشکلات دشوار پیدا کنند، در شرایط استرسزا به خوبی کار کنند، با شرایط در حال تغییر هماهنگ شوند و برنامه‌های خوبی برای آینده ایجاد کنند. هاول از استیو جابز و آبراهام لینکلن به عنوان نمونه یاد می‌کند که شامل صفات عزم و قاطعیت و همچنین داشتن ظرفیت شناختی هستند که امکان انعطاف‌پذیری و هماهنگی با شرایط محیطی را به آنها می‌دهد.
اعتماد به نفس شامل صفات عزت نفس بالا، سرسختی، پایداری عاطفی است. افرادی که اعتماد به نفس دارند به خود یا توانایی‌ها و تصمیماتشان شک نمی‌کنند؛ آنها همچنین می‌توانند این اعتماد به نفس را به دیگران انتقال بدهند و اعتماد و تعهد بسازند. بروز این حس به شکل صداقت در افراد حقیقی، قابل اعتماد بودن، وفادار قابل دیدن است. رهبران با صداقت غالباً این ارزشها را با پیروان خود به اشتراک می‌گذارند، زیرا این صفت عمدتاً یک مسئله اخلاقی است. غالباً گفته می‌شود که این رهبران به پای تعهد خود هستند و با همکاران خود صادق و روراست اند. چنین صفتی رهبران را قادر می‌سازد تا به خوبی توسط مردم پذیرفته شوند، از اقدامات دیپلماتیک برای حل مسائل استفاده کنند و همچنین توانایی انطباق شخصیت اجتماعی خود با وضعیت مورد نظر را داشته باشند. به گفته هاول، مادر ترزا نمونه ای استثنایی است که در روابط دیپلماتیک خود با رهبران جهان مظهر صداقت، قاطعیت و توانایی‌های اجتماعی است.
تعداد کمی از رهبران بزرگ شامل تمام صفات ذکر شده در بالا می‌شوند، اما بسیاری از آنها این توانایی را دارند که تعدادی از آنها را برای موفقیت به عنوان پیشکسوتان سازمان یا وضعیت خود به کار گیرند.

## اسطوره‌ها
رهبری، گرچه تا حد زیادی در مورد آن صحبت شده‌است، اما به عنوان یکی از نامفهوم‌ترین و ناشناخته‌ترین مفاهیم در کل فرهنگها و تمدنها است. محققان براساس مطالعات انجام شده به این نتیجه رسیده‌اند که بسیاری از تصورات افراد در مورد رهبری ریشه در قطعی دانستن برخی فرضیات ناقص و اسطوره ای است. (گاردنر، ۱۹۶۵؛ بنویس، ۱۹۷۵).

### رهبری ذاتی است
به گفته برخی، رهبری از خصوصیات بدو تولد (به عنوان مثال، برون‌گرایی؛ هوش؛ نبوغ) است. با این حال، طبق گفته Forsyth (2009) شواهدی وجود دارد که نشان می‌دهد رهبری از طریق سخت کوشی و مشاهده دقیق توسعه می‌یابد. بنابراین، رهبری مؤثر می‌تواند ناشی از طبیعت (یعنی استعدادهای ذاتی) و همچنین پرورش (یعنی مهارتهای اکتسابی) باشد.

### رهبری بر دیگران قدرت دارد
اگرچه رهبری مطمئناً نوعی اعمال قدرت است، ولی اعمال با قدرت بر مردم مشخص نمی‌شود - بلکه این قدرت با مردم است که به عنوان یک رابطه متقابل بین یک رهبر و یارانش وجود دارد (Forsyth، 2009). با وجود اعتقاد عامه، استفاده از اجبار و سلطه تأثیر مثبتی بر قدرت و نفوذ رهبر ندارد. و افرادی که به دنبال رضایت گروهی هستند و تلاش می‌کنند تأثیر مثبت بر محیط داشته باشند. (به عنوان مثال، نماینده کلاس؛ قاضی دادگاه).